# Долгоплоск, Борис Александрович
Борис Александрович Долгопло́ск (́1905—1994) — советский химик, академик АН СССР, академик РАН

## Биография
Родился 31 октября (12 ноября) 1905 года в Лукомле (ныне Чашникский район, Витебская область, Беларусь). Окончил химический факультет МГУ имени М. В. Ломоносова в 1931 году. В 1932—1946 годах работал на заводах синтетического каучука. В 1944—1946 годах преподавал в Ярославском технологическом институте (с 1945 — профессор). С 1946 года работал во ВНИИСК и одновременно с 1948 — в Институте высокомолекулярных соединений АН СССР. Часто бывал в Ефремове. Когда в 1962 году на Ефремовском заводе синтетического каучука началось строительство нового производственного комплекса для выпуска дивинилового каучука регулярного строения, он был назначен куратором нового производства. Академик АН СССР (1964), член-корреспондент (1958). Член ВКП(б) с 1945 года.
Умер 18 июля 1994 года. Похоронен в Москве на Донском кладбище (участок 1c) с Верой Иосифовной Морозовой (1915—2002).

## Научная деятельность
Создал основы синтеза каучука методом эмульсионной полимеризации. Открыл окислительно-восстановительное инициирование радикальных процессов. В 1957 году разработал технологию получения стереорегулярного бутадиенового направления. Проводил исследования в области стереоспецефического катализа.

### Сочинения
- Реакционноспособность свободных радикалов и роль полярного фактора // Вопросы химической кинетики, катализа и реакционной способности: Доклады… — М., 1955. (совм. с Б. Л. Ерусалимским, В. А. Кролем и Л. М. Романовым)
- Основные типы окислительно-восстановительных систем для инициирования радикальных процессов в водных и углеводородных средах и механизм их действия // Химическая наука и промышленность. — 1957. — Т. 2, № 3. (совм. с Е. И. Тиняковой)
- Генерирование свободных радикалов в растворах и их реакции в модельных системах: Доклад… // Известия АН СССР. Отд. хим. наук. — 1958. — № 4. — С. 469—481. (совм. с Б. Л. Ерусалимским и Е. И. Тиняковой)

## Награды и премии
- Герой Социалистического Труда (1963)
- Ленинская премия (1984) — за цикл работ «Металлоорганический катализ в процессах полимеризации» (1969—1982)
- Сталинская премия III степени (14 марта 1941) — за разработку метода получения латекса из синтетического каучука
- Сталинская премия II степени (1949) — за научные исследования в области полимеризации (1948)
- премия имени С. В. Лебедева Президиума АН СССР (1947, 1963)
- два ордена Ленина (1945, 1963)
- два ордена Трудового Красного Знамени (1939, 1953)
- орден Октябрьской революции (1975)
- орден Дружбы народов (1985)[1]
- медали